# Tweedia birostrata
Tweedia birostrata är en oleanderväxtart som först beskrevs av William Jackson Hooker och Arn., och fick sitt nu gällande namn av William Jackson Hooker och Arn.. Tweedia birostrata ingår i släktet Tweedia och familjen oleanderväxter. Inga underarter finns listade i Catalogue of Life.